# Lin Dunn
Lin Dunn (* 10. Mai 1947) ist eine Basketballtrainerin in den Vereinigten Staaten. Seit 2008 ist sie Cheftrainerin der Indiana Fever in der Women’s National Basketball Association (WNBA).
Dunn begann ihre Trainerkarriere an der Austin Peay State University, wo sie die Damenbasketballmannschaft von 1972 bis 1977 betreute. Danach trainierte sie noch weitere Mannschaften auf Universitätsebene, so war sie etwa Cheftrainerin des Basketballteams der University of Mississippi (1977 bis 1978), der University of Miami (1978 bis 1987) und der Purdue University (1987 bis 1996). Bei insgesamt sieben Teilnahmen am NCAA Women’s Division I Basketball Championship gelang ihr 1994 der Einzug in die Runde der besten vier Teams (Final Four).
Nachdem sie von der Purdue University nach der Saison 1995/96 entlassen worden war, wechselte sie zu den Portland Power, einer Profi-Damenbasketballmannschaft in der gerade erst gegründeten American Basketball League (ABL). In der Saison 1998 wurde sie zur besten Trainerin der Liga ernannt. Nachdem die Liga 1998 den Spielbetrieb einstellte, wurde sie 1999 von den Seattle Storm als erste Trainerin und General Managerin des Franchise verpflichtet. Nach nur drei Saisons kündigte sie ihren Job bei den Storm. 2004 wurde sie Assistenztrainerin der Indiana Fever. Am 26. Oktober 2007 verkündeten die Fever, dass der Vertrag von Cheftrainer Brian Winters nicht verlängert wird.  Nur wenige Wochen später wurde Dunn als Nachfolgerin von Winters vorgestellt.